# Фольксґемайншафт
Фольксґемайншафт (нім. Volksgemeinschaft, дос. «народна спільнота», також «національна спільнота» або «расова спільнота», залежно від перекладу складового терміну Volk; нім. вимова: [ˈfɔlksɡəˌmaɪnʃaft] ( прослухати)) — німецький вираз, який став популярним під час Першої світової війни, коли німці об'єдналися на підтримку війни, і багато хто відчув «полегшення від того, що одним махом всі соціальні та політичні розбіжності можуть бути вирішені у великому національному рівнянні». Ідея фольксґеймантшафту ґрунтувалася на ідеї об'єднання людей, попри класові відмінності, для досягнення національної мети, і надії на те, що національна єдність «знищить усі конфлікти — між роботодавцями і найманими працівниками, містом і селом, виробниками і споживачами, промисловістю і ремеслом».
Після поразки Німеччини у Першій світовій війні концепція фольксґеймантшафту залишалася популярною, особливо на правому крилі німецької політики, на противагу класовій боротьбі, яку пропагували марксистські партії, такі як соціал-демократи та комуністи. Німецька консервативна партія стала Німецькою національною народною партією, а Націонал-ліберальна партія реорганізувалася в Німецьку народну партію, причому нові назви частково мали на меті відсилати до концепції фольксґеймантшафту.
Ця концепція, як відомо, була сприйнята новоствореною Нацистською партією у 1920-х роках і зрештою стала тісно асоціюватися з нацизмом після приходу до влади Адольфа Гітлера. У нацистському баченні концепції, суспільство й надалі буде організоване на класи (на основі таланту, власності чи професії), але класового конфлікту не буде, оскільки спільна національна свідомість надихатиме різні економічні та соціальні класи на гармонійне співіснування та працю на користь нації. Нацистська концепція фольксґеймантшафту також мала важливий расовий аспект: її членами могли бути тільки «люди арійської крові».

## Розвиток
Слово Volksgemeinschaft, ймовірно, вперше було використано в перекладі Готлоба Августа Тіттеля 1791 року з тексту Джона Лока, який переклав вираз «у будь-якому [конкретному] місці, взагалі» (англ. in any [particular] place, generally). Серед дослідників 19 століття слово використовували Фрідріх Шляєрмахер, Вільгельм Вундт, Вільгельм Дільтей, Герман Шульце-Деліч, Фрідріх Карл фон Савіньї, Йоганн-Каспар Блюнчлі та Карл Теодор Велькер. Найбільш впливовою була, мабуть, теорія Фердинанда Тьонніса, викладена в його праці «Громада і суспільство» (нім. Gemeinschaft and Gesellschaft) 1887 року. Десятиліття потому, у 1932 році, Тьонніс приєднався до Соціал-демократичної партії Німеччини, щоб протистояти зростанню нацизму і протестувати проти використання його концепції. Його позбавили звання почесного професора, коли до влади прийшли нацисти.
У 1914 році, на початку Першої світової війни, імператор Вільгельм II проголосив у Рейхстазі Burgfrieden («мир у замку» або «перемир'я в замку», свого роду «єдність в обложеному замку» на час конфлікту), оголосивши, що відтепер усі регіональні відмінності між різними землями імперії, між багатими, середнім класом і бідними, між римо-католиками і протестантами, між селом і містом більше не існують, і що німецький народ є одним цілим на час війни.
Після Першої світової війни ідея фольксґеймантшафту використовувалася для інтерпретації економічних катастроф і труднощів, з якими зіткнулися німці за часів Веймарської республіки, як спільного досвіду німецької нації, а також для аргументації необхідності німецької єдності задля відновлення та подолання кризи. На неї посилалися єврейські соціал-анархісти Ґустав Ландауер (вбитий за участь у Баварській радянській республіці) та Еріх Мюзам (загинув у концтаборі Оранієнбурґ), формулюючи своє бачення мирного, вільного від примусу суспільства взаємодопомоги. Однак згодом вона була взята на озброєння нацистською партією для виправдання дій проти євреїв, спекулянтів, марксистів і союзників Першій світовій війни, яких нацисти звинувачували в перешкоджанні німецькому національному відродженню, що призвело до національної дезінтеграції в 1918 році і поразки Німеччини в Першій світовій війні.
Серед істориків триває дискусія про те, чи був успішно створений фольксґеймантшафт в період між 1933 і 1945 роками. Це особливо суперечлива тема дискусії з етичних і політичних міркувань, яка ускладнюється неоднозначною мовою, яку використовували нацисти, коли говорили про нього.

## Нацистський фольксґеймантшафт
Після Листопадової революції 1918 року, яка ознаменувала кінець Німецької імперії та початок Веймарської республіки, серед багатьох німців виникла сильна ворожість до Веймарської республіки та соціал-демократів, які підтримали її створення. Це поєднувалося з тривогою 1930-х років і важкою економічною кризою в Німеччині та за її межами, коли багато німців зіткнулися з безробіттям. Така ситуація призвела до зростання популярності нацистської партії, в тому числі серед робітників, власників малого бізнесу та інших, хто бажав мати уряд, який би вирішив економічну кризу. Прийшовши до влади, Гітлер обіцяв відновити віру в народ і принести цілісність, звинувачуючи інших політиків у розриві німецької єдності.

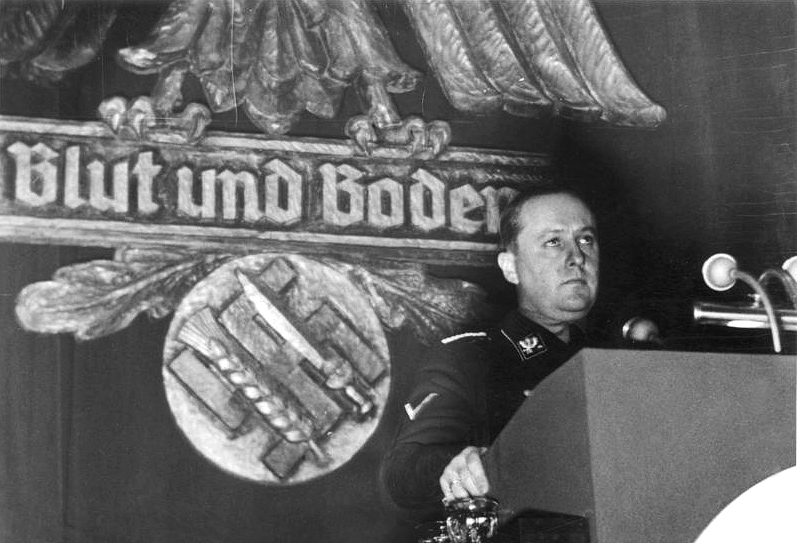
Ріхард Вальтер Дарре виступає на зборах фермерської громади в Госларі 13 грудня 1937 року, стоячи перед Імперський орлом і свастикою, перехрещеною з мечем і пшеничним колосом з написом «Кров і ґрунт».

Прийшовши до влади в 1933 році, нацисти прагнули заручитися підтримкою різних елементів суспільства. Їхня концепція фольксґеймантшафту була расово уніфікованою та ієрархічно організованою. Це передбачало містичну єдність, форму расової душі, що об'єднує всіх німців, в тому числі тих, хто живе за кордоном. Тим не менш, ця душа вважалася пов'язаною з землею в доктрині «крові і ґрунту». Насправді, однією з причин «крові і землі» була віра в те, що землевласник і селянин живуть в органічній гармонії. Німці «арійської крові», які мали сексуальні стосунки з ненімцями, були виключені з народної спільноти.
Нацисти зміцнили підтримку серед націоналістів і консерваторів, представивши себе як союзників президента Пауля фон Гінденбурга, якого в Німеччині вважали героєм Першої світової війни. 21 березня 1933 року відбулися урочистості з нагоди відкриття Рейхстагу після пожежі, і нацисти назвали цю подію Потсдамським днем. Потсдамський день використовувався для вшанування військових традицій, прусської династії Гогенцоллернів, жертв Першої світової війни та «героя Танненберґу», президента Гінденбурґа. Зображення Гітлера та Гінденбурга, які потискають руки, було відтворено на тисячах листівок, представляючи «об'єднання нової та старої Німеччини» — спосіб для нацистів зобразити себе як таких, що пов'язані з аристократичними традиціями минулого.
Організувавши Потсдамський день, щоб заручитися підтримкою консерваторів, нацисти намагалися заручитися підтримкою робітників, оголосивши Першотравень, день, що відзначається робітничим рухом, оплачуваним святом під назвою «День національної праці», і влаштували 1 травня 1933 року урочистості на честь німецьких робітників. Режим вважав, що єдиний спосіб уникнути повторення катастрофи 1918 року — це заручитися підтримкою робітників для німецького уряду. Режим також наполягав через пропаганду на тому, щоб усі німці брали участь у першотравневих святкуваннях, а не лише робітники, сподіваючись, що це допоможе подолати класову ворожнечу між робітниками та бюргерами. Пісні на честь праці та робітників лунали по державному радіо протягом усього 1 травня 1933 року, а також під час авіашоу в Берліні та феєрверків. Нацисти додали до святкувань яскраво виражену націоналістичну тематику, а Гітлер говорив про робітників як про патріотів, які створили індустріальну міць Німеччини і з честю служили на війні, стверджуючи при цьому, що вони зазнали утисків за часів економічного лібералізму. Гітлер вихваляв чесноти праці, а у Фелькішер Беобахтер цитували його слова: «Я визнаю лише одне благородство — це праця». Захід виявився переконливим, оскільки наступного дня газета «Берлінер Морґенпост», яка в минулому асоціювалася з лівими політичними силами, вихваляла першотравневі святкування режиму. Водночас нацисти прагнули знищити незалежні організації робітничого класу, вбачаючи в них несумісність із міжкласовою єдністю фольксґеймантшафту. 2 травня 1933 року, наступного дня після святкувань, профспілковий рух було заборонено, а «штурмовики закрили і перебрали на себе діяльність соціалістичних Вільних профспілок і включили їх у так званий Німецький робітничий фронт».
Нацисти продовжили політику соціального захисту, започатковану урядами Веймарської республіки, і мобілізували добровольців для допомоги бідним, «расово гідним» німцям через організацію «Націонал-соціалістична народна благодійність». Ця організація контролювала благодійну діяльність і стала найбільшою громадською організацією в нацистській Німеччині. Успішні зусилля були спрямовані на залучення жінок середнього класу до соціальної роботи з надання допомоги багатодітним сім'ям. Щорічна кампанія зимової допомоги діяла як ритуал для формування суспільних почуттів. Ці зусилля також слугували зміцненню расової ідеології нацистів та ідеї про те, що фольксґеймантшафт це расова спільнота, оскільки євреї та інші «неарійці» не мали права на соціальні виплати, так само, як і німці, які виступали проти нацизму або були визнані «негідними» з інших причин.
Фольксґеймантшафт мав на меті створити відчуття однаковості серед своїх членів; Фріц Райнгардт, державний секретар міністерства фінансів, запровадив численні податкові пільги для нижчого та середнього класу німців, скоротив пенсійний розрив між синіми та білими комірцями, а також знизив вимоги до вступних іспитів на державну службу. Повсюдна уніформа в нацистських організаціях мала на меті приховати видимі класові відмінності в одязі та створити образ єдності. Між 1933 і 1939 роками ймовірність просування по службі була вдвічі вищою, ніж між 1927 і 1933 роками. Цьому сприяла Друга світова війна, оскільки соціальний статус і клас не впливали на отримання послуг Рейху. У воєнний час нормування було запроваджено на егалітарних засадах, що дуже тішило робітничий клас — у секретному звіті соціал-демократів про воєнний час зазначалося, що «робітничі класи щиро вітають той факт, що „заможні“ на практиці перестали бути такими».
Тим не менш, багато в чому нацистський фольксґеймантшафт слугував лише символічною єдністю, тоді як реальні відмінності у статусі та багатстві продовжували домінувати у повсякденному житті. Нацисти зневажали вишукані форми звертання, такі як gnädige Frau («милостива пані») та пов'язану з ними практику поцілунку руки, але Гітлер регулярно зображувався на фотографіях для преси, де він займався цією самою практикою. Старі дворянські титули уникали, але нацистська партійна ієрархія створила численні нові титули. Елегантне вечірнє вбрання та інші публічні демонстрації багатства іноді висміювалися, а іноді заохочувалися. Нацистська партія стверджувала, що неупереджено здійснює правосуддя щодо всіх етнічних німців, незалежно від їхнього соціального походження, і нацистська пропаганда підкреслювала випадки, коли представники вищого класу були визнані судами винними, як доказ цього, але в той же час нацистська партія надавала багато можливостей для корупції та корисливих інтересів серед своїх членів. Одного разу арешт директора Райхсбанку широко висвітлювався нацистською пресою, в той час як про його подальше звільнення жодного разу не згадувалось.

### У пропаганді
Нацисти приділяли багато уваги цій новій «народній спільноті» у своїй пропаганді, зображуючи події 1933 року як Volkwerdung, або народ, що стає самим собою. Народ був не просто народом; його об'єднувала містична душа, і пропаганда постійно зображувала окремих людей як частину великого цілого, за яке варто було б померти. Поширена нацистська мантра проголошувала, що етнічні німці повинні ставити «колективні потреби вище за індивідуальну жадібність» і протистояти класовим конфліктам, матеріалізму та наживі, щоб забезпечити виживання народу — широко розповсюджені настрої в цю епоху. Для прикладу та заохочення таких поглядів, коли Гітлер'юґенд та Союз німецьких дівчат збирали пожертви для зимової допомоги, не повідомлялися загальні суми для жодної особи, лише суми, зібрані відділеннями.
Такі організації та установи, як Гітлер'юґенд, Союз німецьких дівчат, Організація зимової допомоги, а також Імперська служба праці, і перш за все НСДАП були зображені як приклади та конкретні прояви фольксґеймантшафту.
Гітлер заявляв, що не знає нічого про буржуа чи пролетарів, лише про німців. Фольксґеймантшафт зображувалася як подолання відмінностей між партіями та соціальними класами. Спільність, яку вона створювала між класами, була однією з найбільших привабливих ідей нацизму.
Після провалу Пивного путчу Гітлер на суді опустив свій звичайний передпутчовий антисемітизм і зосередив свій захист на беззавітній відданості благу народу та необхідності сміливих дій для його порятунку. Версальська угода зрадила Німеччину, яку вони намагалися врятувати. Після цього його промови були зосереджені на безмежній відданості народу, хоча й не повністю позбавлені антисемітизму. Навіть опинившись при владі, його безпосередні промови говорили про служіння Німеччині. У той час як пожежа в Рейхстазі була використана для виправдання антикомуністичного та антисемітського насильства, сам Гітлер говорив про нове життя, честь і єдність у Німеччині. Так само Ніч довгих ножів була виправдана як небезпека для народу, настільки велика, що лише рішучі дії могли врятувати його. Геббельс описав Гітлера після цієї події як такого, що страждає від «трагічної самотності», і як «Зіґфріда», що вимушений був проливати кров, аби врятувати Німеччину.
Відданість цьому народові є поширеним явищем у нацистській пропаганді. Наприклад, в описі бійки СА її лідер зображений як неотесаний, а тому простий, сильний і чесний чоловік з народу. Оратори Штурмових загонів використовувалися, зокрема, через привабливість їхньої народної манери. Одним з елементів життя Горста Весселя, який був вигаданий у фільмі «Ганс Вестмар», було свідоме провокування насильницьких конфліктів з комуністами; Вестмар проповідує класове примирення, і його смерть об'єднує студентів і робітників. Ці ідеї також пропагувалися серед членів Штурмових загонів, чиє насильницьке, бунтівне та конфліктне минуле мало бути перетворене на громадську організацію, щоб бути корисною в Німеччині, де нацисти мали владу.
Ця єдність була тим, що виправдовувало нацистську пропаганду; її принизливий відтінок виник виключно з егоїстичного використання, а благородна мета нацистів — єдність німецького народу — робила її почесною для них.
Це також виправдовувало однопартійну державу як єдине, що потрібно в суспільстві з єдиною волею, де Гітлер реалізовував волю народу більш безпосередньо, ніж в умовах демократії. Нападки на Велику Британію як на плутократію також підкреслювали, що німець, маючи можливість брати участь у житті свого народу, є вільнішим за британця.
У своєму памфлеті «Держава, народ і рух» Карл Шмітт вихваляв вигнання євреїв з політичного життя, жодного разу не використовуючи термін «єврей» і лише зрідка вживаючи «неарієць», вихваляючи однорідність народу та фольксґеймантшафт, що виникли внаслідок цього; простого ґляйхшальтунгу було недостатньо, але нацистські принципи повинні були продовжувати робити німецький народ «чистим». Навіть «колективно несвідомій» концепції Карла Юнґа надавали перевагу перед фрейдистськими концепціями через її комунітарний елемент.
Фольксґеймантшафт також зображувалася у фільмах про тил під час Другої світової війни, коли війна об'єднувала всі верстви суспільства, як у двох найпопулярніших фільмах нацистської епохи — «Велика любов» та «Замовити концерт». Радіопередача «Концерт на замовлення», на основі якої знято останній фільм, здобула велику популярність, транслюючи музику, яку нібито замовляли чоловіки у збройних силах. Спроби залучити жінок з «вищих класів» до роботи на фабриках подавалися як руйнування класових бар'єрів, що сприяло створенню справжньої народної спільноти. Відмова підтримувати війну вважалася антисоціальним вчинком; завдяки цій пропаганді виробництво зброї досягло піку в 1944 році.

### Категорії німців
Нацистська правова теорія поділяла всіх німців на дві категорії: Volksgenossen («національні товариші»), які належали до народної громади, та Gemeinschaftsfremde («чужинці громади»), які не належали до неї. На додаток до обов'язків і відповідальності, які поділяють члени громади, національні товариші повинні були будувати і створювати «Volksgeist» («народний дух»), який би охоплював найкращі аспекти німецького народу. Таким чином, іноземці не могли бути членами громади, оскільки вважалися елементом, що підриває самі основи «фольксгемайнеша».
Сучасний німецький історик Детлев Пайкерт писав про мету нацистської соціальної політики наступне:
|   | Метою був утопічний фольксґемайншафт, повністю підконтрольний поліції, в якому будь-яка спроба нонконформістської поведінки, або навіть будь-який натяк чи намір такої поведінки супроводжувався б терором. |
| — | |

Злочинців, якщо вони вважалися нездатними бути частиною народної спільноти, суворо карали, навіть страчували за злочини, які не передбачали смертної кари, наприклад, подвоювали термін ув'язнення, про який просила прокуратура, коли підсудний не допоміг загасити пожежу, продемонструвавши таким чином зневагу до життя свого «фольксґеноссена» та спільноти. На підтвердження цього Пайкерт процитував дві статті з проекту «Закону про поводження з чужинцями» 1944 року, який, хоч і не був реалізований через бюрократичні чвари, але демонстрував наміри нацистської соціальної політики:
|   | Стаття I. Чужинці для громади (Gemeinschaftsfremde) 1. "Чужими для громади" є такі особи, які 1. виявляють себе своєю особистістю або поведінкою, а особливо у світлі якого-небудь незвичайного недоліку розуму або характеру, нездатними власними зусиллями відповідати мінімальним вимогам національної спільноти. 2.(а) Через неробство або неохайність ведуть нікчемне, непродуктивне або безладне життя і тим самим є тягарем або небезпекою для суспільства: Або Виявляють звичку або схильність до жебрацтва чи бродяжництва, байдикування на роботі, крадіжок, шахрайства чи інших менш тяжких злочинів, або надмірного пияцтва, або з будь-яких подібних причин порушують свій обов'язок утримувати себе. Або (б) постійним поганим настроєм або сварливістю порушують спокій громади; 3) виявляють за своєю особистістю або поведінкою психічну схильність до вчинення тяжких злочинів (ворожі до громади злочинці [gemeinschaftsfeindliche Verbrecher]) та злочинці за нахилом [Neigungsverbrecher]). Стаття II Поліцейські заходи проти чужинців у громаді 2. 1. Суспільні чужинці повинні перебувати під наглядом поліції. 2. Якщо заходи нагляду є недостатніми, поліція повинна передати асимільованих іноземців до органів соціального забезпечення Ґау (або Земельного управління). 3. Якщо у випадку з будь-якими особами, які не належать до спільноти, необхідний більш суворий ступінь утримання під вартою, ніж це можливо в установах органів соціального забезпечення Ґау (або Земель), поліція поміщає їх до поліцейського табору". |
| — | |

### Діти та молодь

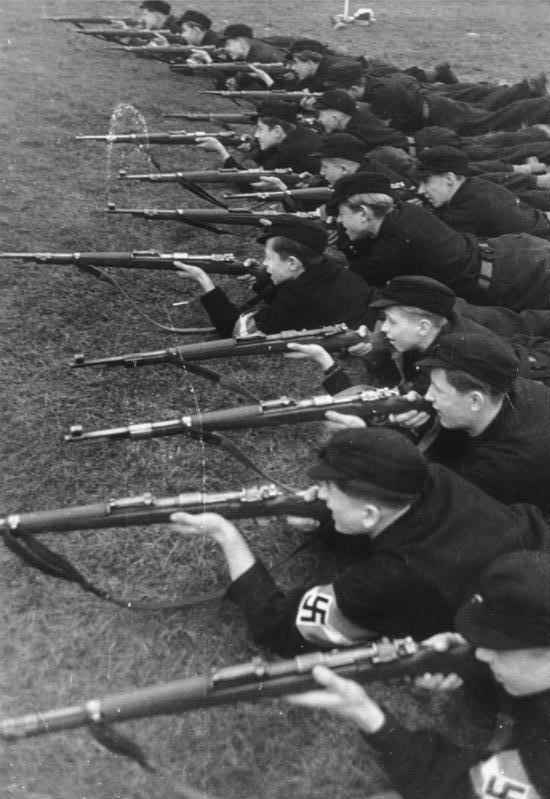
Гітлер'юґенд на тренуванні зі стрільби, приблизно 1933 рік

У своєму прагненні створити тоталітарну державу нацисти розуміли важливість «продажу» своєї ідеології молоді. Для цього Гітлер створив нацистські молодіжні групи. Хлопчики 6—10 років брали участь у «Пімпфені», подібному до бойскаутів. Хлопці 10—14 років брали участь у «Дойчес Юнґфольк», а хлопці 14—18 років — у Гітлер'юґенді. Дві старші групи виховували військові цінності та чесноти, такі як обов'язок, слухняність, честь, мужність, сила та безжалісність. Уніформа та регулярні військові навчання доповнювалися церемоніями вшанування загиблих на війні. Але найголовніше — Гітлер'юґенд робив усе можливе, щоб індоктринувати молодь Німеччини ідеологічними цінностями нацизму. Молодіжні лідери прищеплювали молоді почуття палкого патріотизму і цілковитої відданості Гітлеру, включаючи військову підготовку, щоб бути готовими вступити до лав Вермахту. До 1939 року, коли членство в Гітлерюгенді стало обов'язковим, кожен новий член Юнґфольку повинен був скласти присягу Фюрерові, присягаючи на повну вірність.
У нацистській Німеччині дівчата також були частиною Гітлерюгенду. Дівчата віком від 10 до 14 років були членами Союзу дівчаток, а дівчата від 14 до 18 років входили до Союзу німецьких дівчат. Дівчат гітлерівської молоді навчали принципам служби, строю, слухняності та дисципліни. Дівчат вчили бути слухняними дружинами та матерями. Членкинь Союзу німецьких дівчат навчали навичкам, необхідним для хатньої роботи, догляду за хворими та гігієни.
У перші роки нацистського режиму розпалювали багаття з різнокольорових кашкетів школярів як символ скасування класових відмінностей. Але до кінця 1930-их років більшість керівників Гітлер'юґенду були рекрутовані із заможніших родин, і використання різнокольорових стрічок повернулося до шкіл.
Повсякденним життям у нацистській Німеччині маніпулювали від самого початку нацистського правління. Пропаганда домінувала в масовій культурі та розвагах. Зрештою, Гітлер і партія усвідомили можливість контролювати німецьку молодь як засіб продовження рейху, оскільки вони хотіли, щоб наступне покоління німців було віддане зміцненню і збереженню німецького народу і «Великого Німецького Райху».